# Hieromantis fibulata
Hieromantis fibulata is een vlinder uit de familie Stathmopodidae. De wetenschappelijke naam van de soort is voor het eerst geldig gepubliceerd in 1906 door Meyrick.